# Sweet Sensation (britische Band)
Sweet Sensation war eine britische Soulband der 1970er Jahre.

## Bandgeschichte
1971 formierte sich um die beiden Briten Marcel King und Gary Shaughnessy aus Manchester die Band Sensations. Weitere Mitglieder waren die fünf Jamaikaner Junior Daye, Roy Flowers, Vincent James, Barry Johnson und Leroy Smith sowie St. Clair L. Palmer von St. Kitts. 1973 gewannen sie den Fernseh-Nachwuchswettbewerb New Faces. Ein Plattenvertrag bei Juror und Erfolgsproduzent Tony Hatch und eine Umbenennung wegen Namensgleichheit in Sweet Sensation folgte.
Die erste Single Snow Fire war 1974 noch erfolglos, aber mit der zweiten Single Sad Sweet Dreamer, die Hatch zusammen mit Desmond Parton geschrieben hatte, hatten sie den Erfolg, der sie bis heute bekannt macht. Der Song erreichte in England Platz 1 und konnte sich auch international platzieren. Ihre Musik lag genau auf der Linie des populären US-amerikanischen Phillysounds. In den meisten Ländern blieben sie allerdings ein One-Hit-Wonder und auch in ihrer Heimat verfehlte schon die zweite Single Purely by Coincidence knapp die Top 10. Weitere Singles konnten sie nicht mehr in den Charts platzieren.
1977 gingen sie im nationalen Vorentscheid für den Eurovision Song Contest an den Start, belegten mit You’re My Sweet Sensation aber nur den achten Platz. Daraufhin verloren sie auch ihren Plattenvertrag und die Band begann auseinanderzufallen.
In den 1980ern ging Marcel King Solopfade, blieb aber mit seiner Single Reach for Love (1984) erfolglos. Er starb 1995 mit nur 37 Jahren an einer Hirnblutung.
Bassist Barry Johnson schloss sich 1983 der New-Wave-Band Quando Quango und später der Reggae-Band Aswad an.

## Mitglieder
- Marcel Neville King (* 4. Januar 1958 in Manchester; † 5. Oktober 1995), Sänger
- Junior Daye (* 26. Juni 1950 in Kingston), Sänger
- Vincent James (* 12. Februar 1951 in St. Mary, Jamaika), Sänger
- St. Clair L. Palmer (* 4. März 1954 in St. Kitts), Sänger
- Gary Shaughnessy (* 25. Juli 1953 in Manchester), Gitarrist
- Barry Johnson (* 20. August 1954 in Kingston), Bassist
- Leroy Smith (* 3. September 1952 in Kingston; † 15. Januar 2009), Keyboards
- Roy Flowers (* 4. August 1951 in Kingston), Schlagzeuger

## Diskografie

### Alben
- Sad Sweet Dreamer (1975)

### Singles
- Snow Fire (1974)
- Sad Sweet Dreamer (1974)
- Purely by Coincidence (1975)
- Hide Away from the Sun
- Mr Cool
- Sweet Regrets
- Mail Train